# Pintér Jenő magyar irodalomtörténete – képes kiadás
Pintér Jenő magyar irodalomtörténete, alcímén Képes kiadás egy 20. század első felében megjelent nagy terjedelmű magyar irodalomtörténeti mű.

## Jellemzői
Pintér Jenő irodalomtörténész, a Magyar Tudományos Akadémia levelező tagja, több hasonló témakörű mű megírása után döntött úgy, hogy a nagyközönség számára is népszerű, olvasmányos módon feldolgozza a magyar irodalom történetét. Ebből a gondolatból született a képes magyar irodalomtörténet, amely 1928-ban jelent meg Budapesten a Franklin Társulat kiadásában két kötetben. Az összességében mintegy 700 oldalas alkotás első fele a régi magyar irodalom és a XIX. századi magyar irodalom fejlődését, míg a második kötet a XX. század első negyedének irodalmát ismerteti. A szerző annak ellenére, hogy olvasmányát a nagyközönségnek szánta, komoly jegyzetapparátust (kiadások, irodalomtörténeti referenciák) mellékelt az egyes fejezetekhez. Művében pozitivista alapossággal dolgozta fel a jelentősebb szépírók életét önálló fejezetekben, míg a kevésbé híres írókat, költőket egy-egy fejezetbe sűrítve mutatta be. Jellemző ismertetéseire, hogy először az író irodalmi munkásságát esszészerűen bemutatja, majd kisbetűs részben felsorolja életrajzi adatait, műveinek listáját, illetve a rá vonatkozó szakirodalmat. A szorosabb értelemben vett szépírók mellett bemutat néhány híresebb, szépirodalommal valamilyen kapcsolatban álló, „közérdekű irodalmat” művelő (humán) szakírót, tudóst (irodalomtörténészek, hírlapírók, irodalomkritikusok, politikai szónokok, egyházi prédikátorok). Értékelései a konzervatív, 19. századi irodalomtudomány főbb szempontjait követik, ezek több XX. század eleji költő, író (pl. Ady Endre, Móricz Zsigmond, egyéb Nyugatosok) esetében negatív irányban jelentősen eltérnek a mai irodalomtudomány véleményeitől.
A művet fakszimile kiadásban az Anno Kiadó jelentette meg (Budapest, é. n. [1990-es évek?], ISBN 963-9066-36-2), szövegét újraszedve pedig a Black & White Kiadó (Nyíregyháza, 2001, ISBN 963-933-091-4) a közelmúltban ismét. Az Anno Kiadós fakszimile kiadásnak létezik egy kötetbe sűrített változata is.
Pintér a kétkötetes mű anyagát jóval kibővítve adta ki az 1930-as években fő művét, a 8 kötetes A magyar irodalom története: tudományos rendszerezést.

## Kötetbeosztás
| Kötetszám | Kötetcím                          | Kiadási év | Oldalszám |
| --------- | --------------------------------- | ---------- | --------- |
| I. kötet  | A magyar irodalom a XX. századig  | 1928       | 389 o.    |
| II. kötet | A magyar irodalom a XX. században | 1928       | 330 o.    |